# Piazza Pretoria
Piazza Pretoria, si trova sul limite del quartiere della Kalsa, in prossimità dell'angolo del Cassaro con via Maqueda, a pochi metri dai Quattro Canti, centro esatto della città storica di Palermo.

## Storia
Nel 1573 il senato palermitano acquistò la fontana con l'intenzione di collocarla al centro della piazza.
L'elaborato manufatto in marmo di Carrara era inizialmente destinato al palazzo di San Clemente di Firenze, opera commissionata da Luigi, fratello di García Álvarez futuro viceré di Sicilia e della granduchessa di Toscana Eleonora di Toledo, entrambi figli di Pedro Álvarez de Toledo y Zúñiga, viceré di Napoli. Eleonora fu la prima moglie di Cosimo I de' Medici.
Per collocare la monumentale realizzazione concepita per un luogo aperto, furono demolite diverse abitazioni. La fontana fu riadattata al luogo con l'aggiunta di nuove parti. Nel 1581 furono ultimati i lavori di sistemazione della fontana sulla piazza diretti da Camillo Camilliani e coadiuvato da Michelangelo Naccherino.
È popolarmente nota per la Fontana della Vergogna; il nomignolo nascerebbe dalla presenza del monastero di clausura dell'Ordine domenicano, le cui religiose, infastidite dalla gran profusione di parti intime esibite dalle statue, disposero atti vandalici col fine di sfregiarle, oppure da leggende intorno alla figura della regina Giovanna d'Angiò.
Uno studio mirato delle fonti documentali sposta l'attenzione sulle spese disinvolte, errati stili gestionali e amministrativi, sugli enormi conflitti di interessi, aberrazioni e anomalie politiche posti allegramente in essere secoli fa e già pesantemente criticati dall'opinione pubblica.

## Descrizione
Al centro della piazza è collocata la fontana Pretoria opera di Francesco Camilliani realizzata nel 1554, che occupandone gran parte dell'estensione caratterizza fortemente il Piano Pretorio.
Tre dei quattro lati sono chiusi da edifici: il palazzo Pretorio, sede del comune costruito nel XIV secolo e ristrutturato nel XIX secolo; la chiesa di Santa Caterina d'Alessandria edificata alla fine del XVI secolo; due palazzi baronali: palazzo Bonocore e palazzo Bordonaro separati da una scalinata sul Cassaro. Sul quarto lato la piazza scende con una scalinata su via Maqueda dirimpetto al prospetto sinistro della chiesa di San Giuseppe dei Teatini.

## Galleria d'immagini

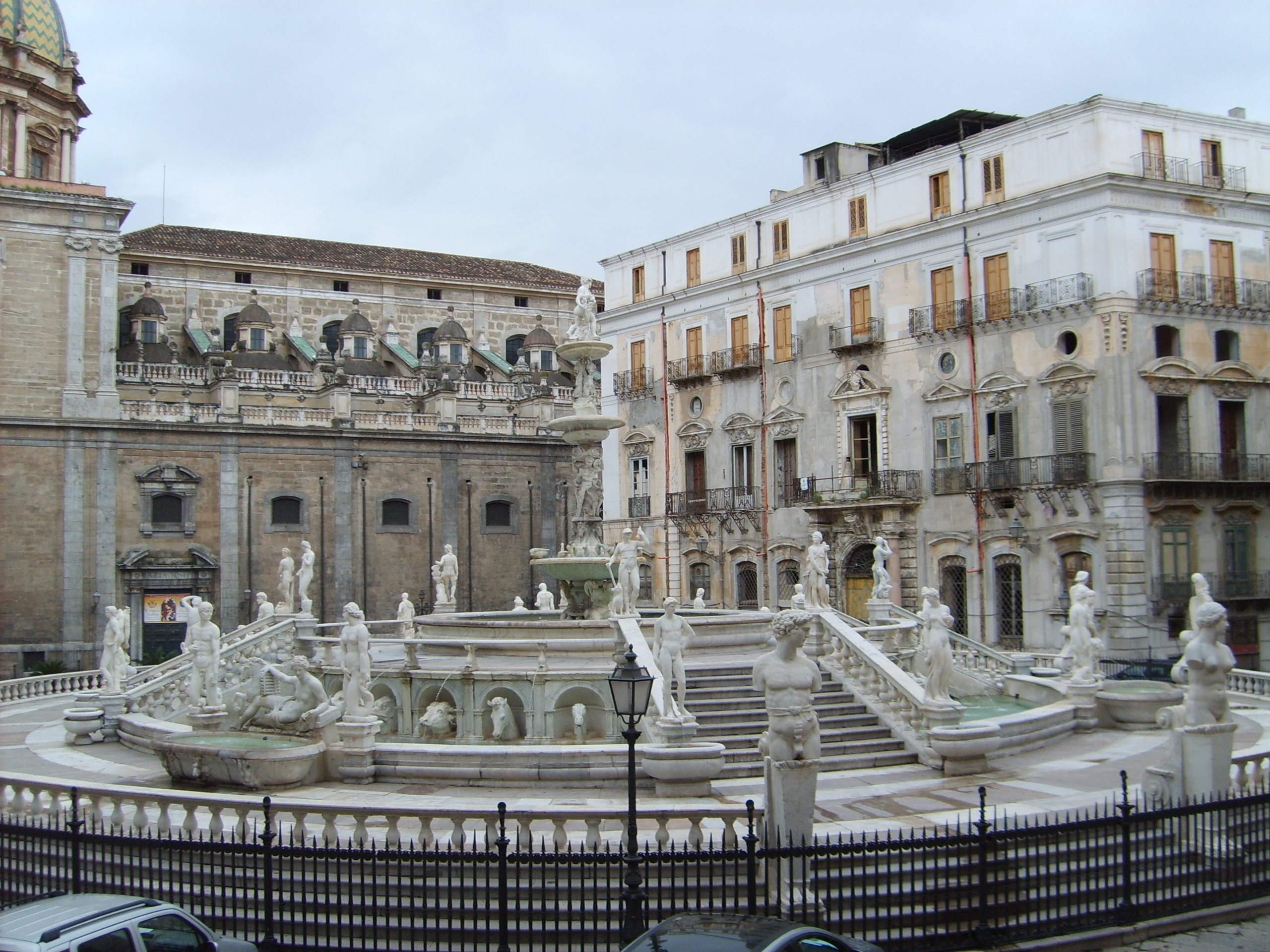
La fontana.
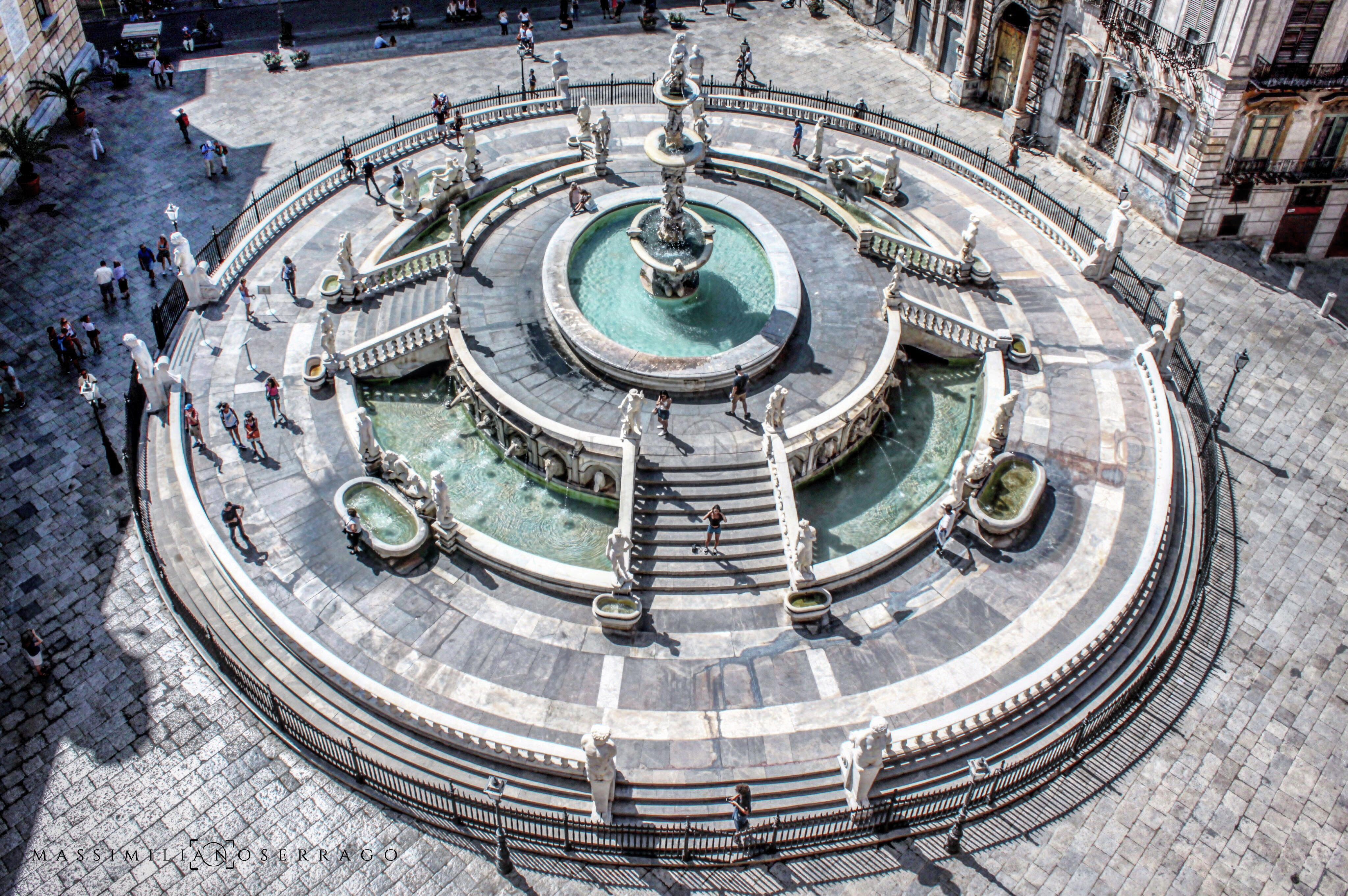
Il Fonte Pretorio visto di tetti del monastero di Santa Caterina.
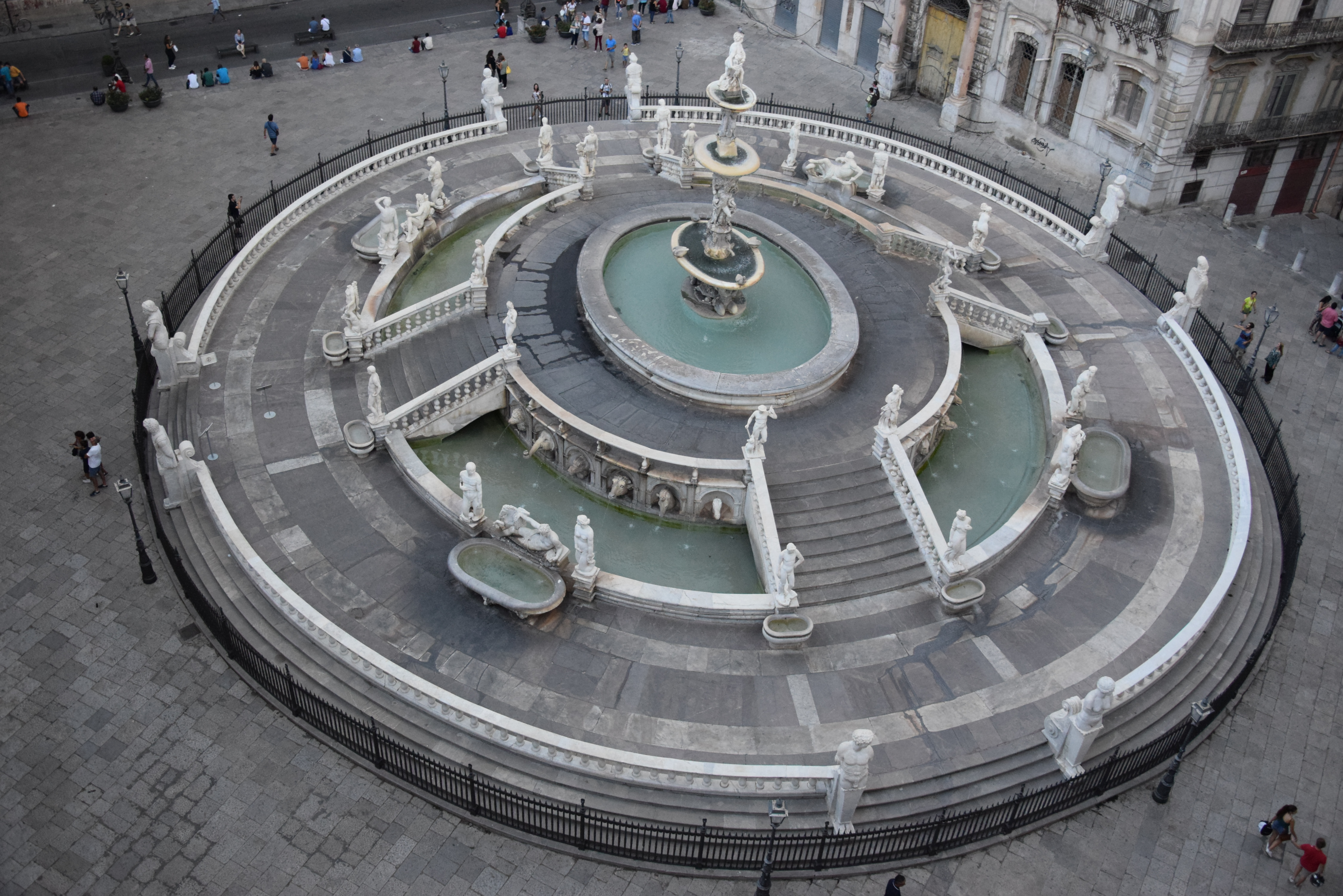
Veduta aerea.
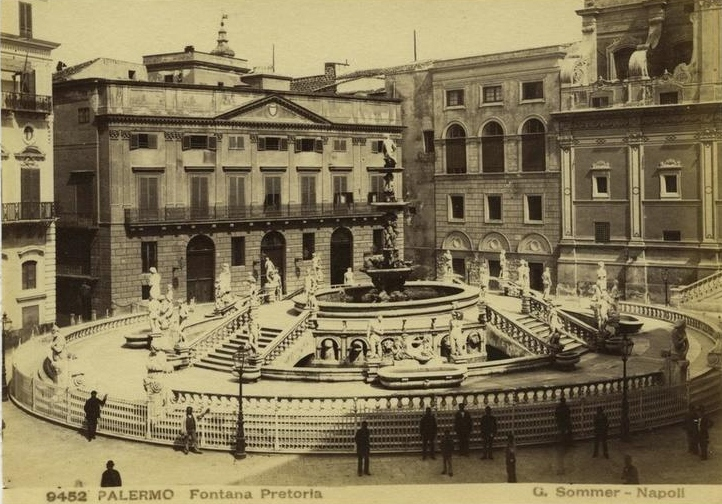
La piazza alla fine del XIX secolo.
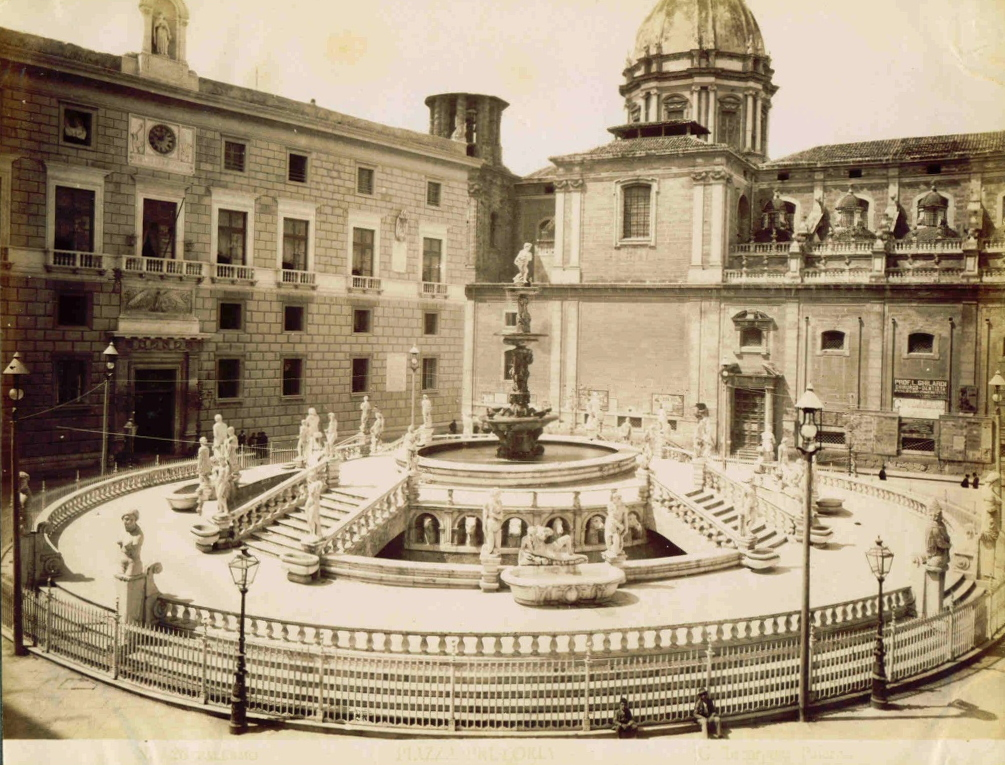
La piazza all'inizio del XX secolo.
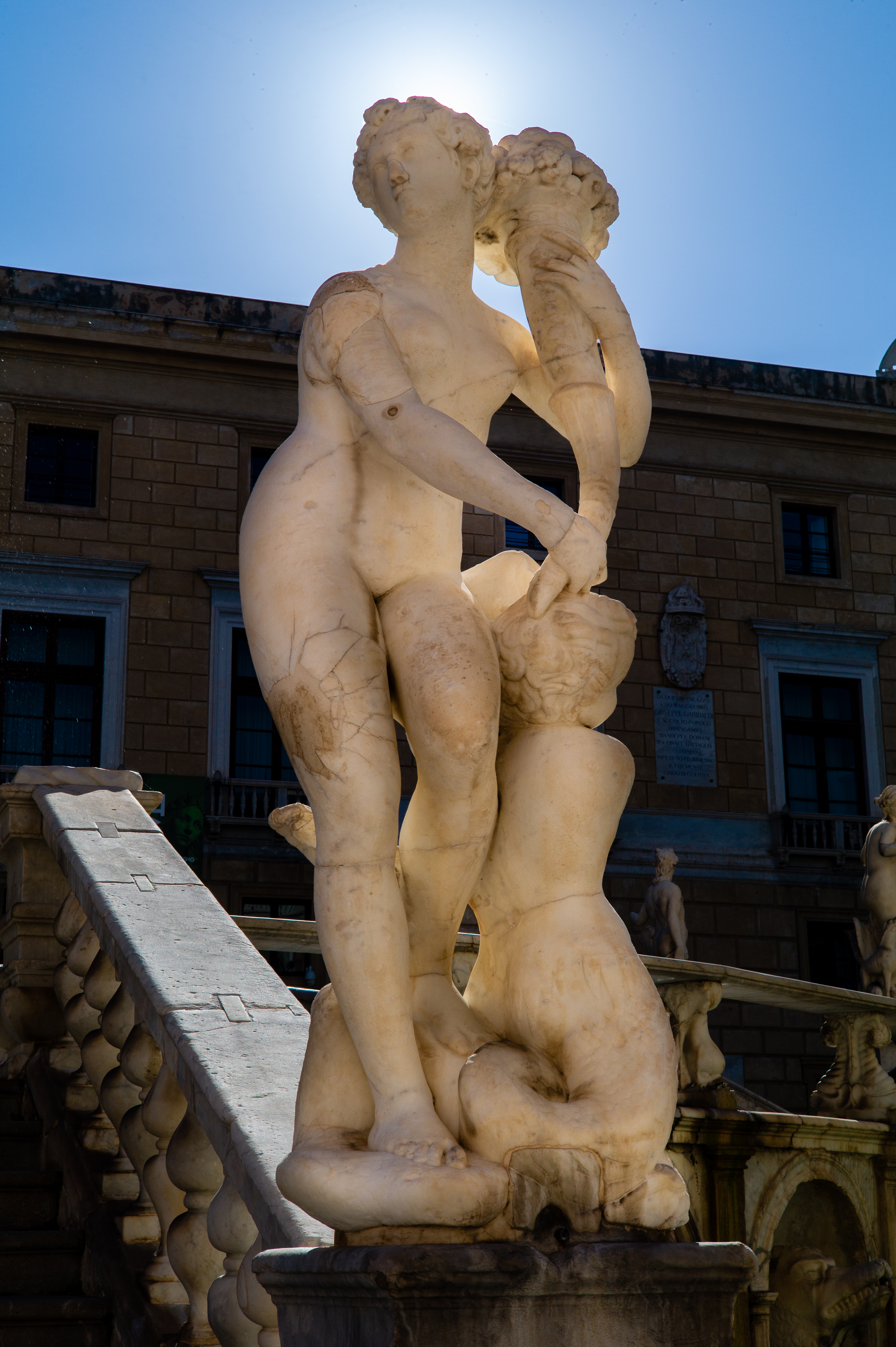
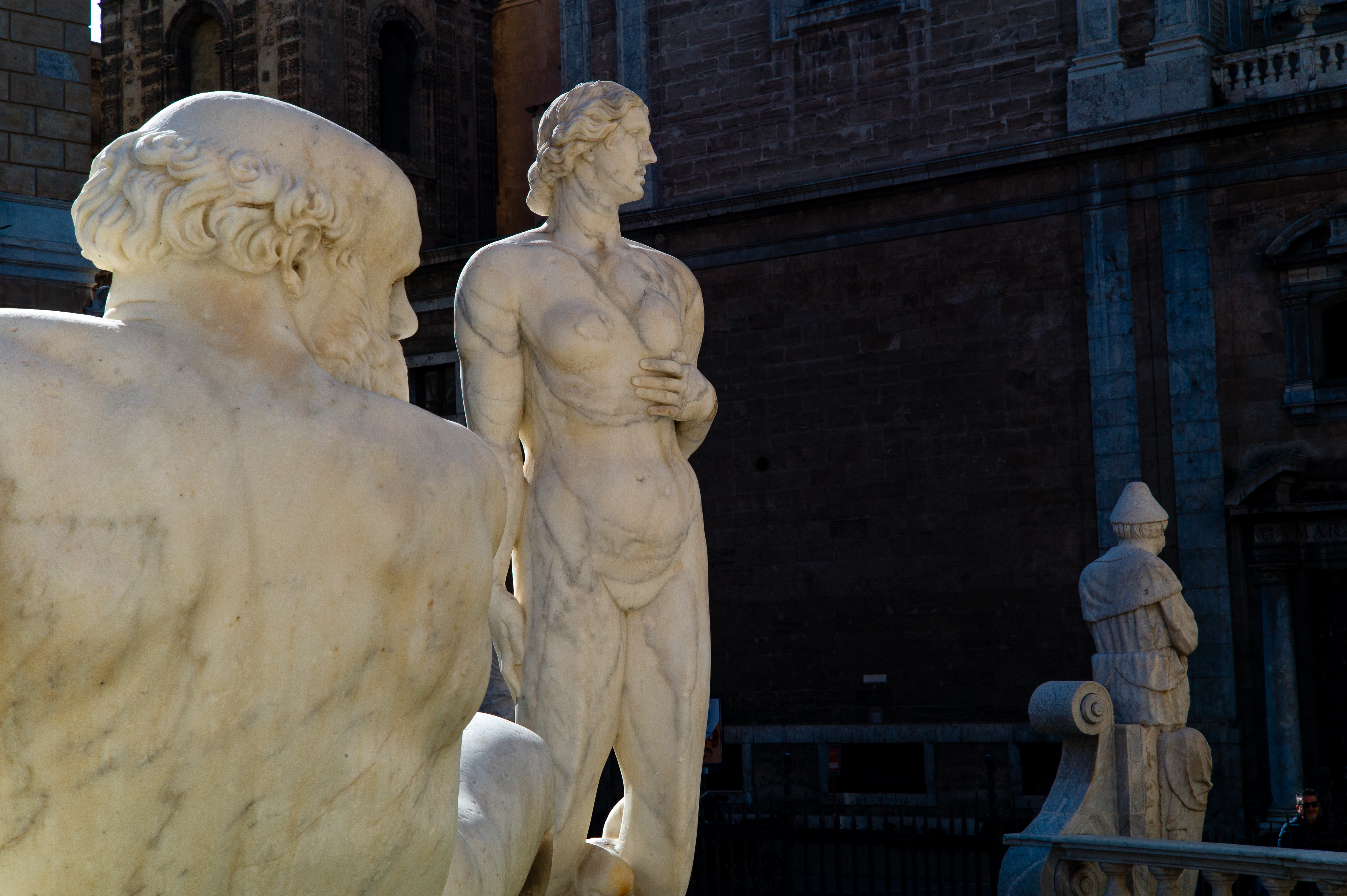
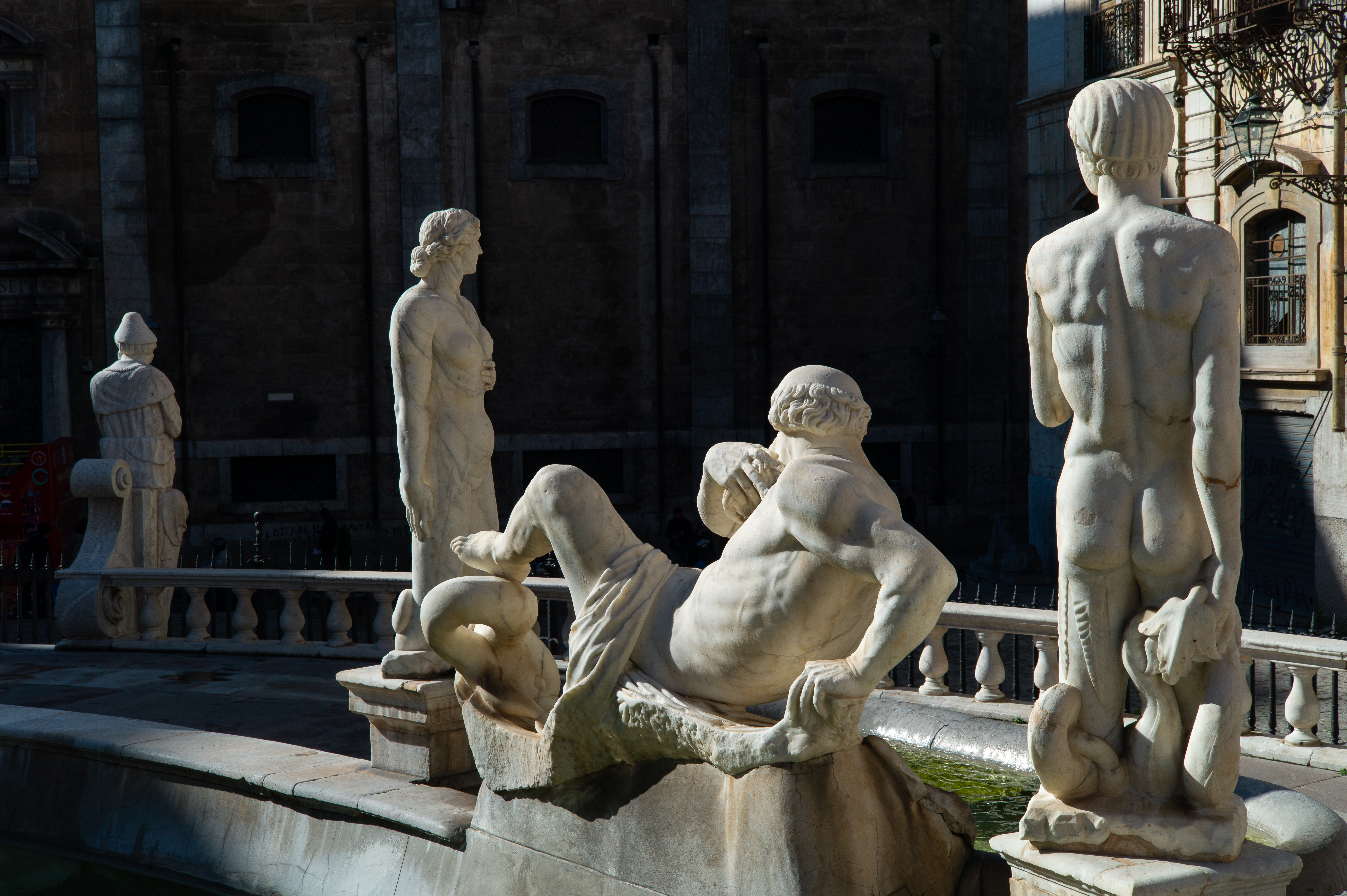
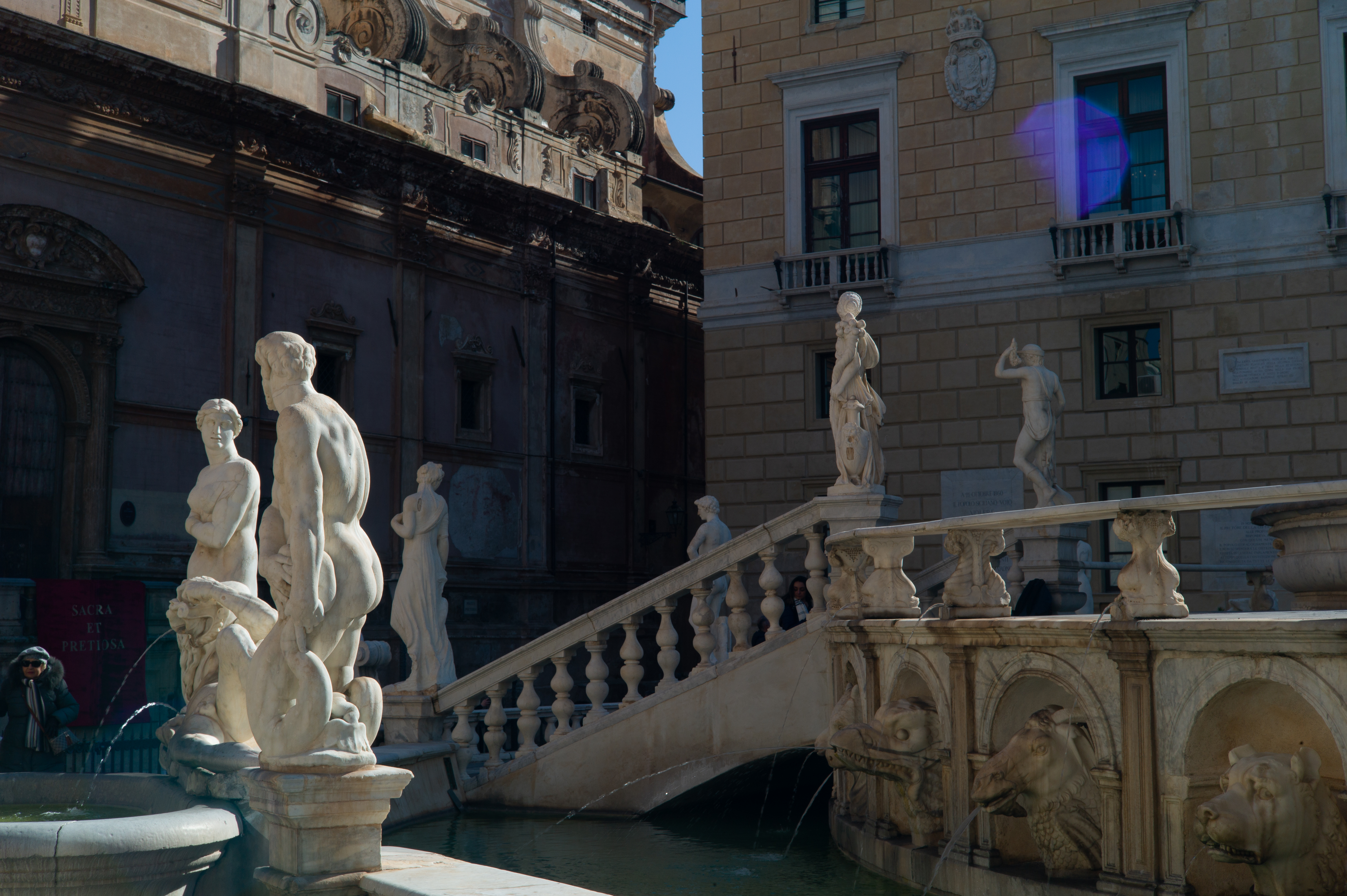
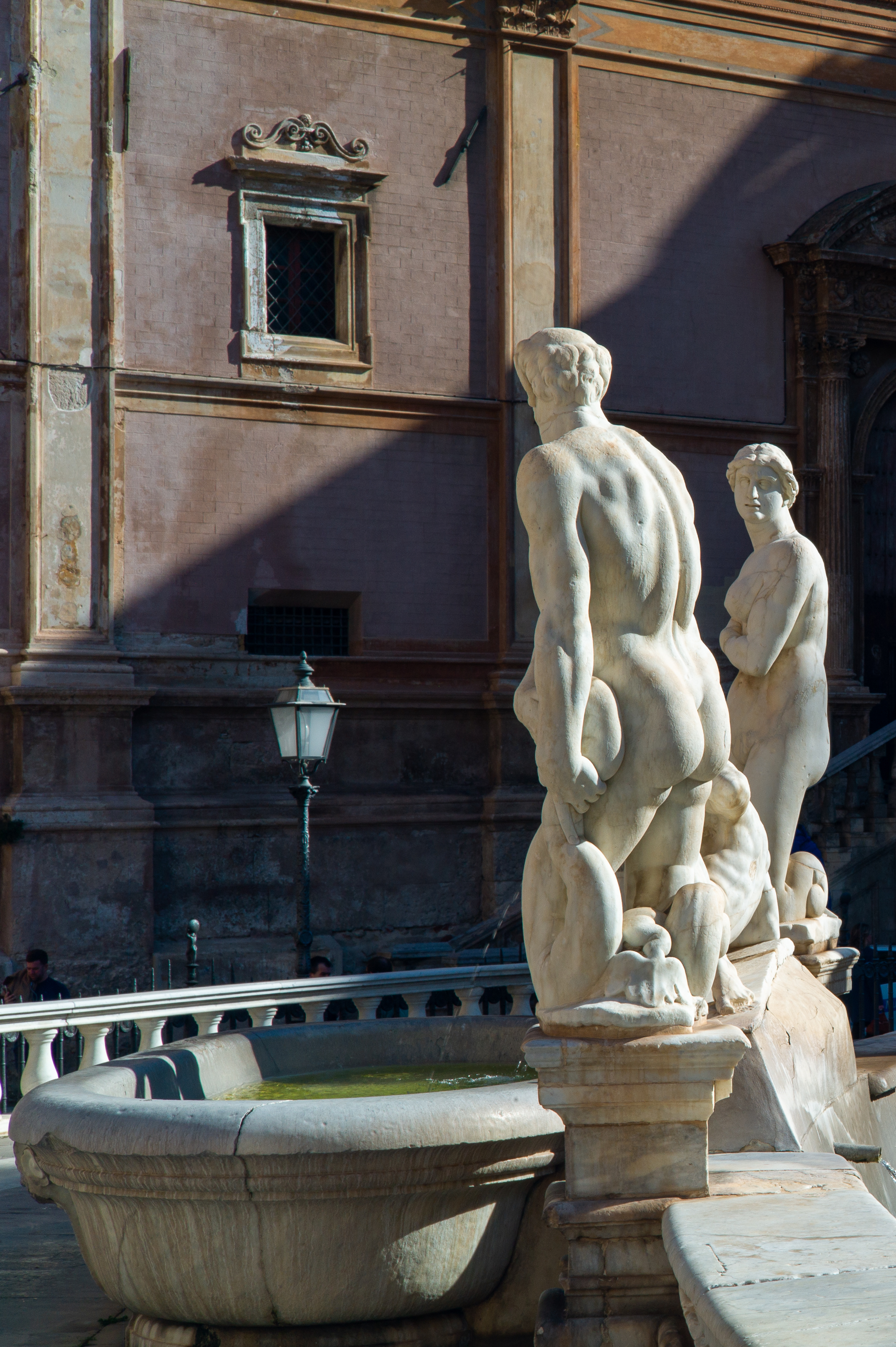
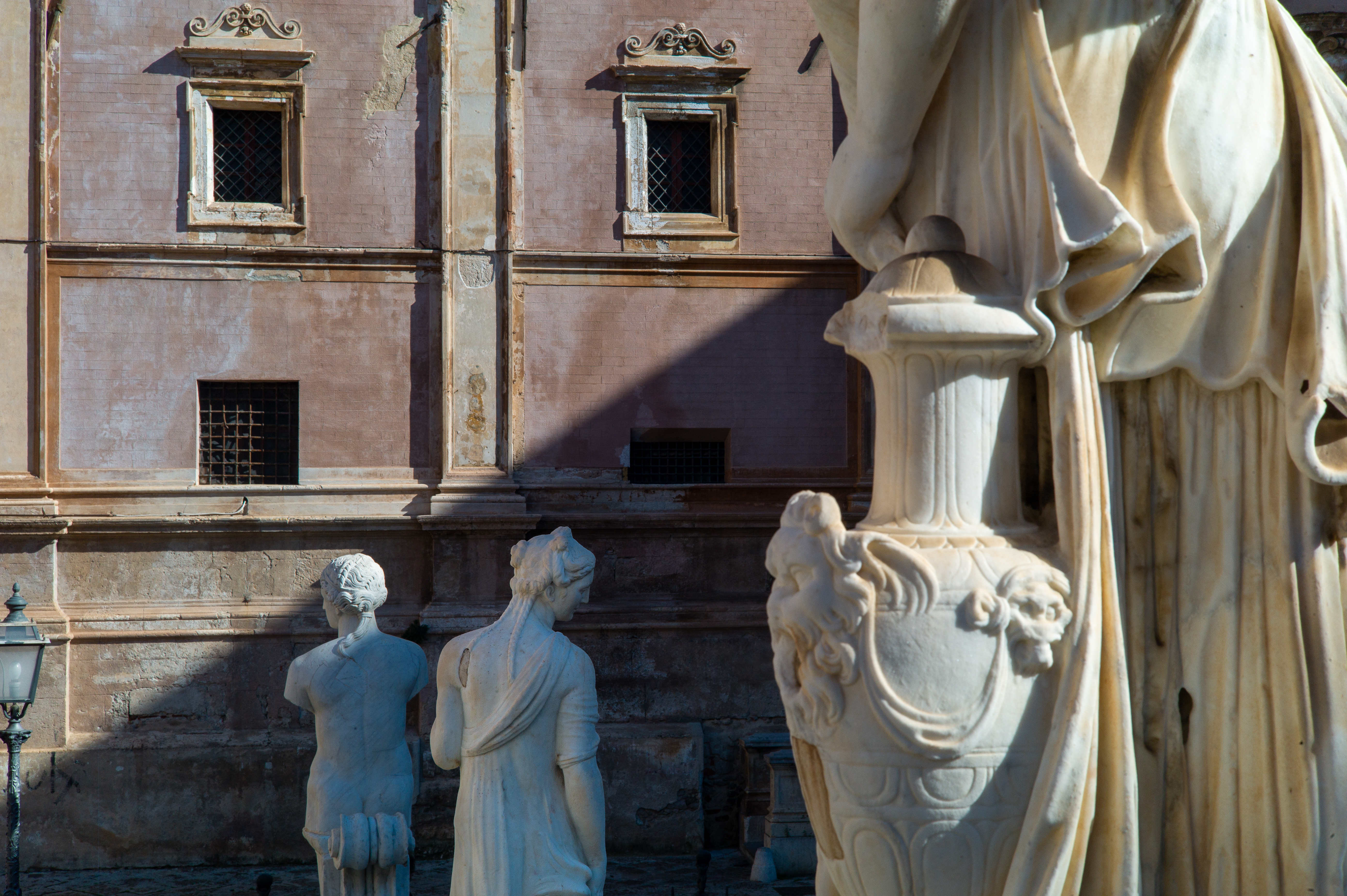
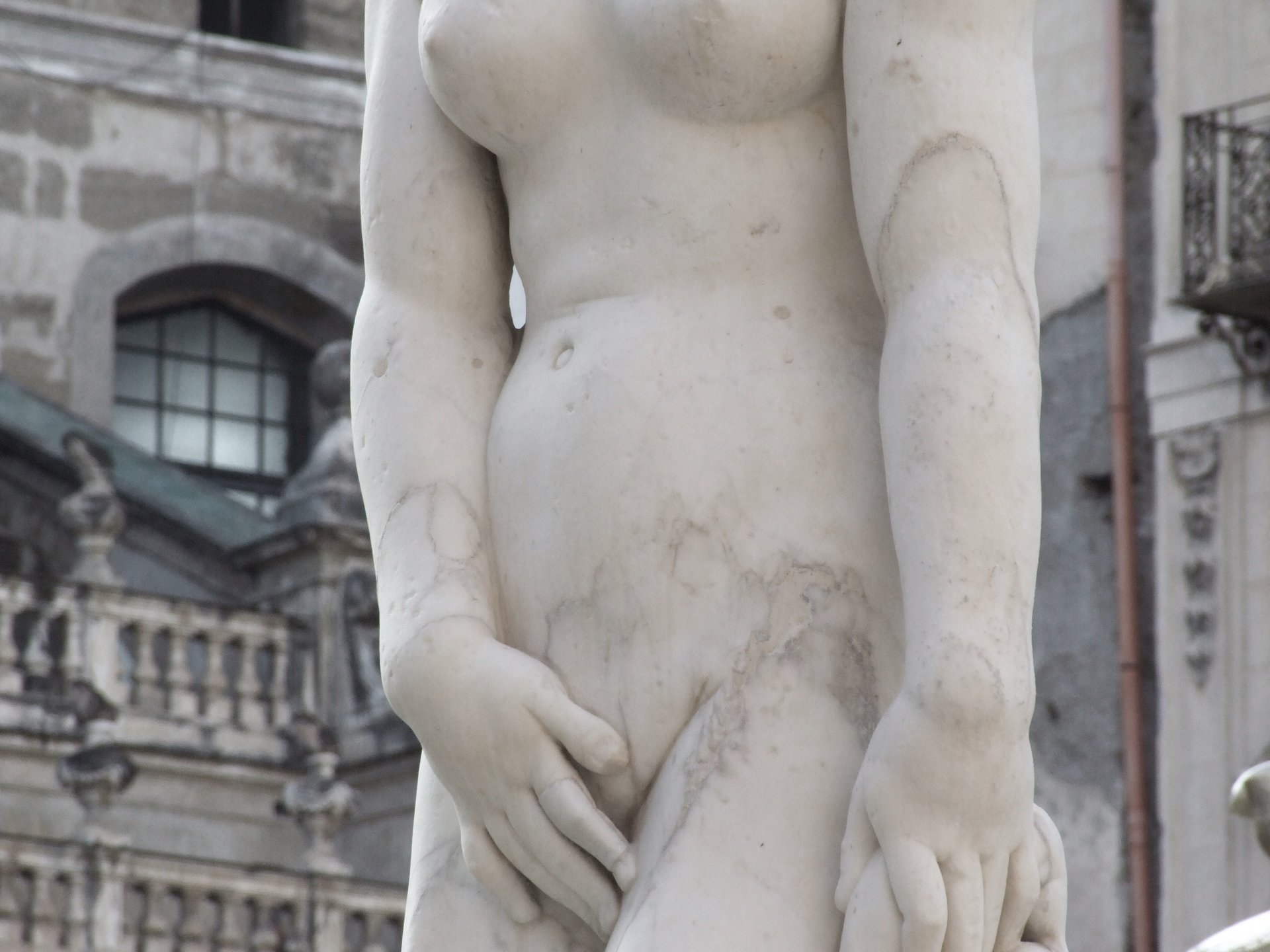
Dettaglio della fontana.
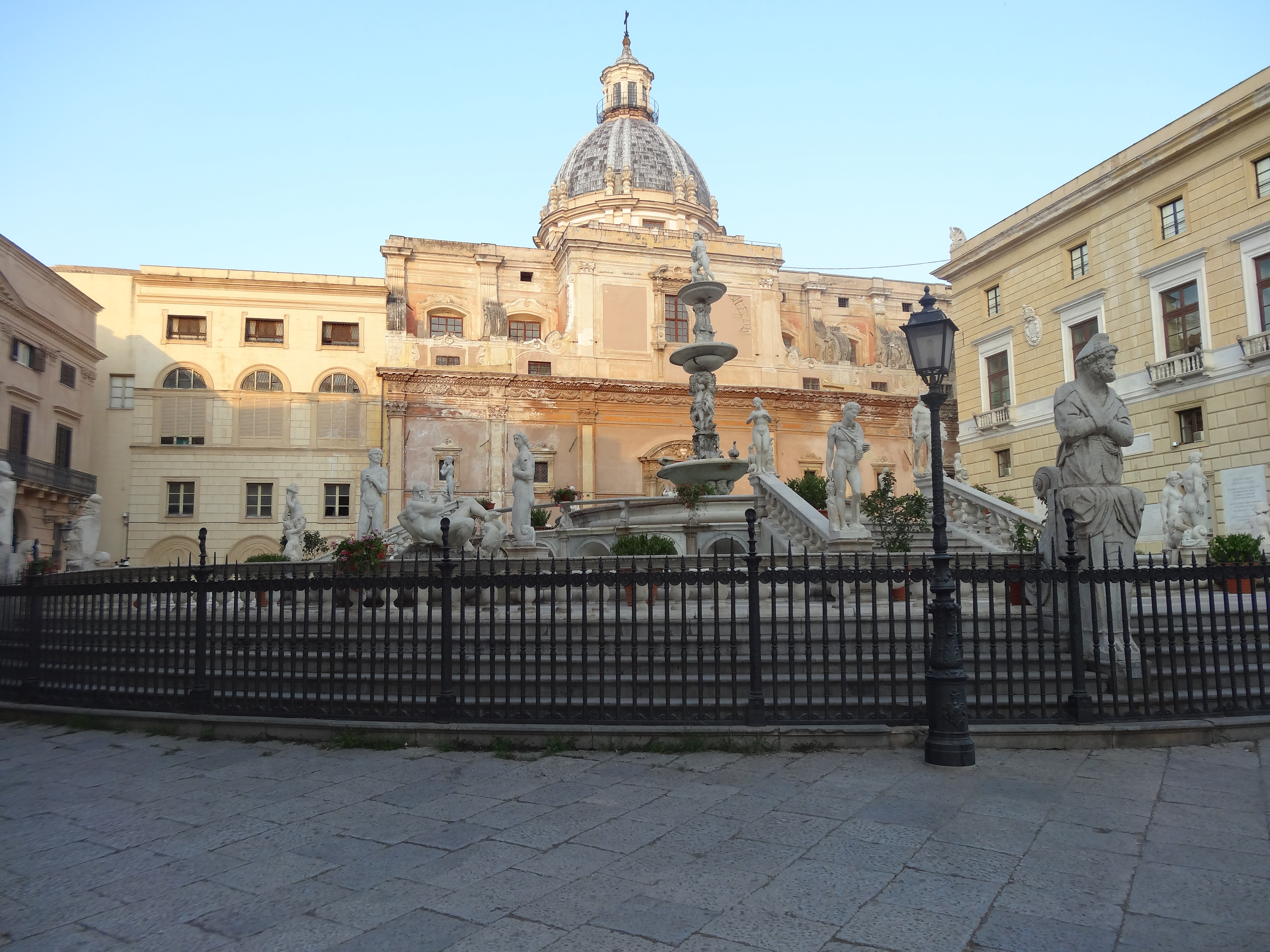
Veduta d'insieme.
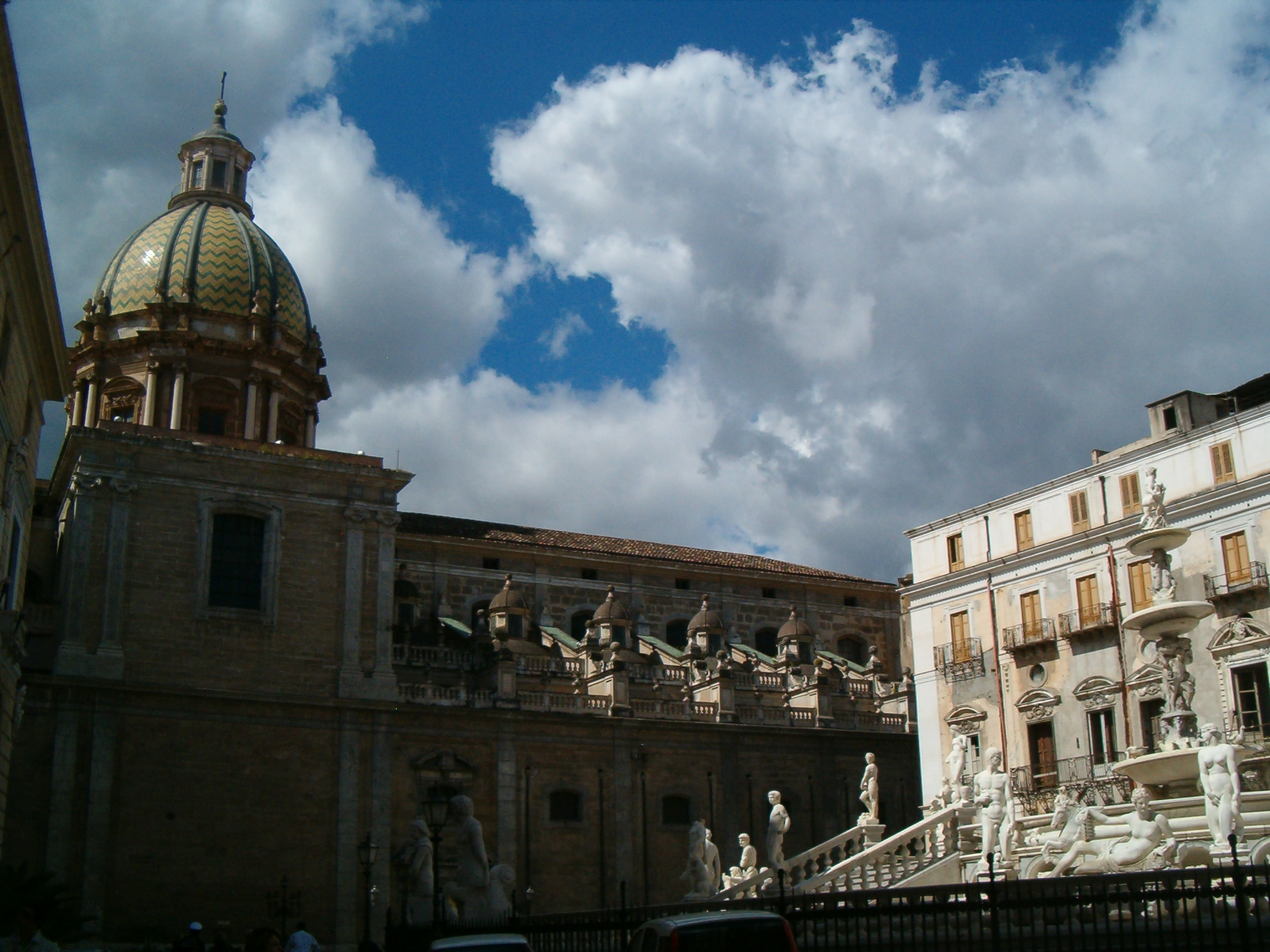
La piazza verso via Maqueda.
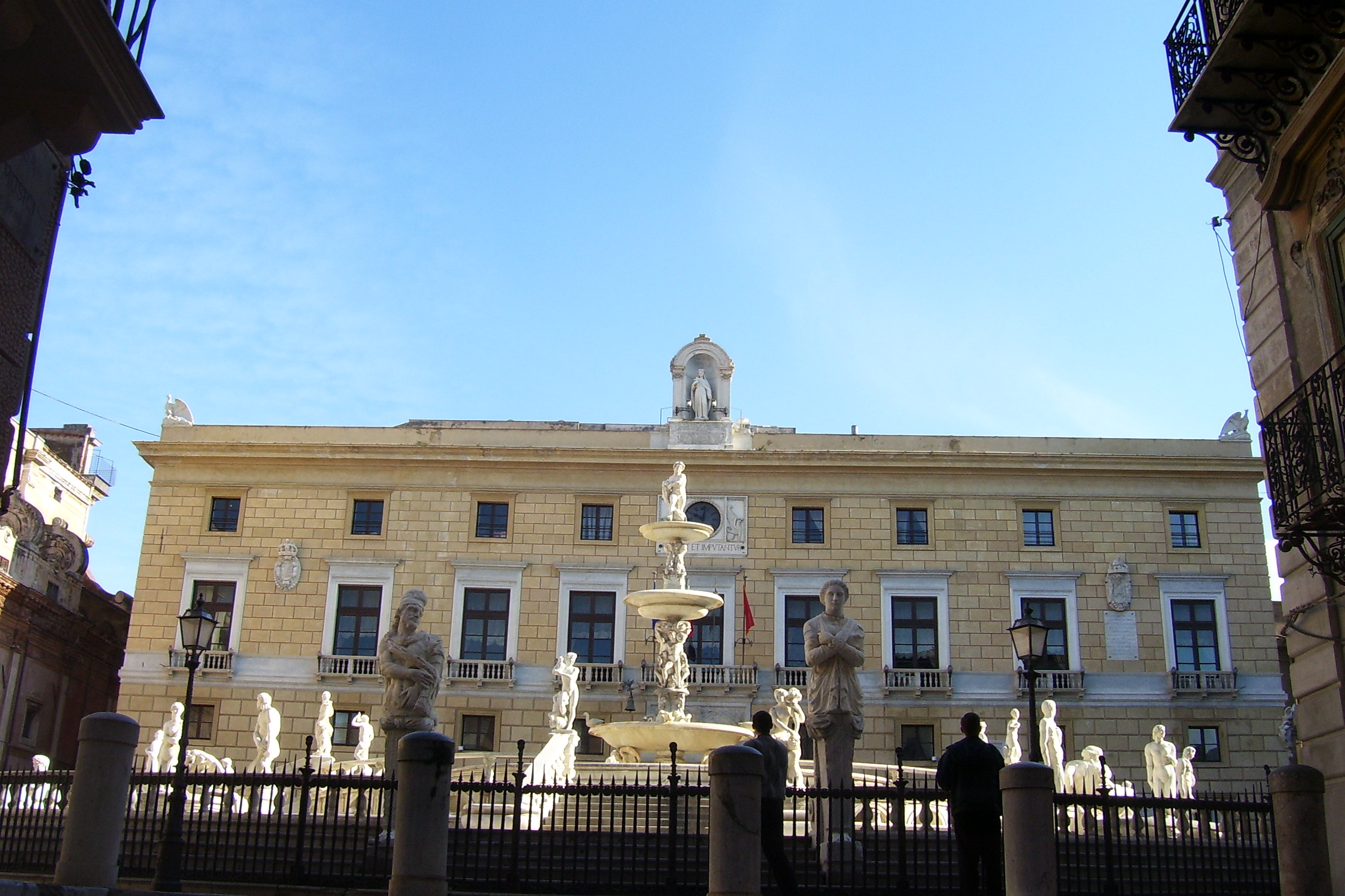
La piazza vista dal Cassaro.
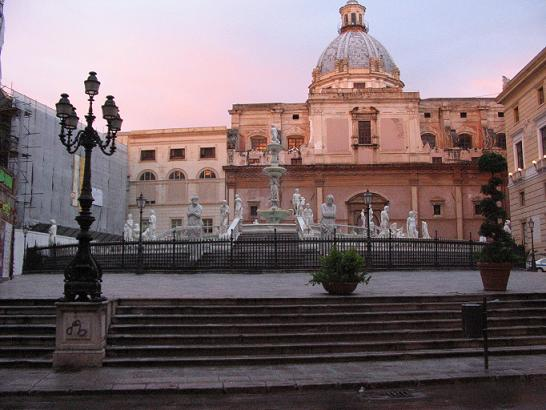
La piazza e la fontana viste da via Maqueda.
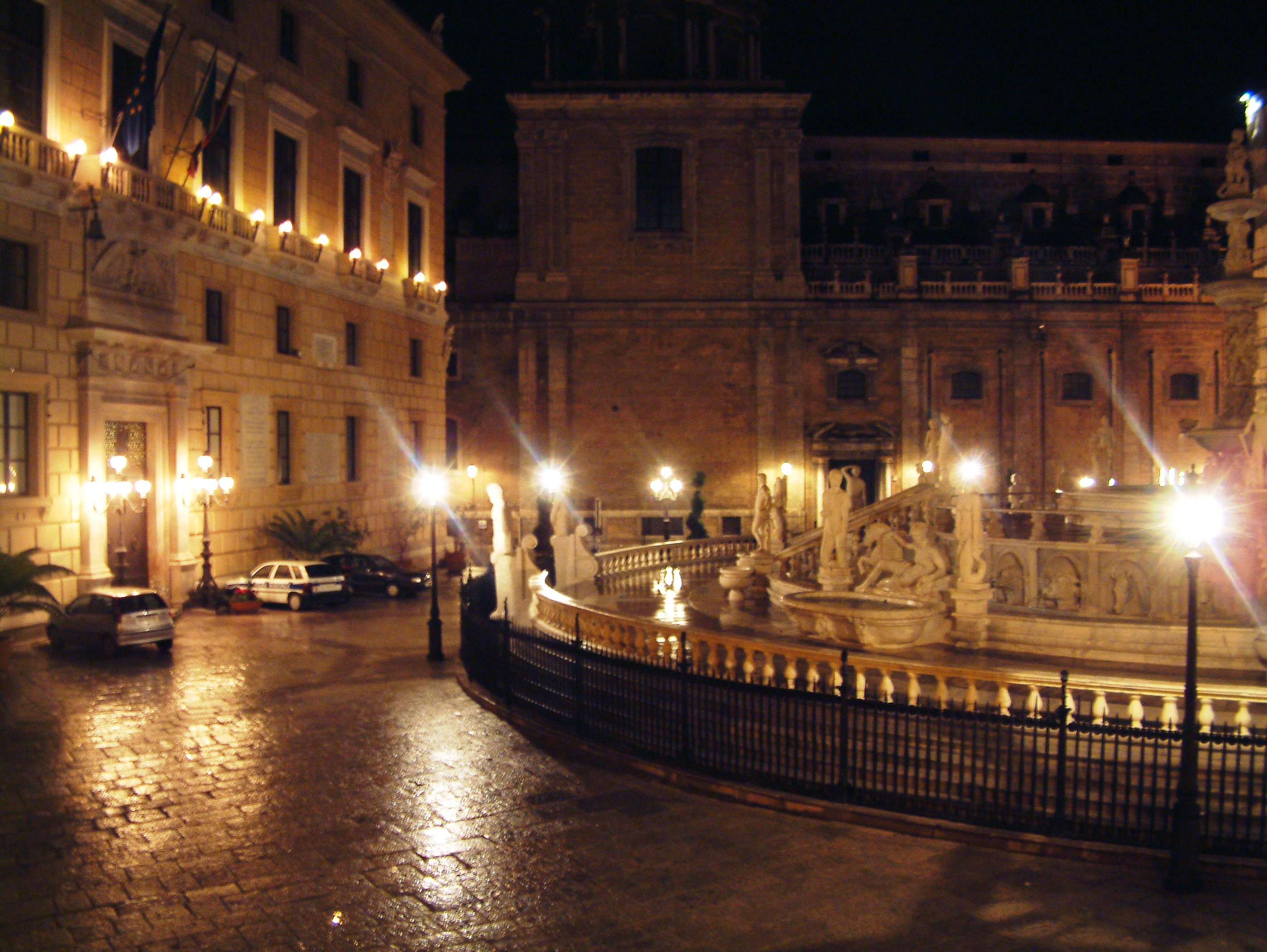
Veduta notturna verso Palazzo Pretorio e via Maqueda.
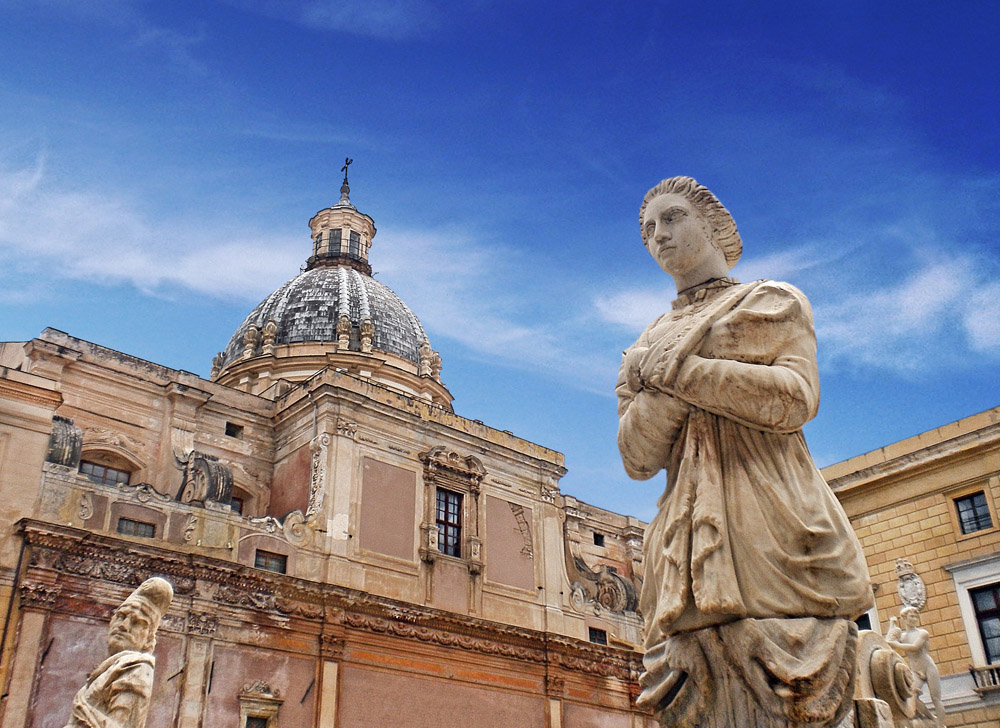
Vista laterale.
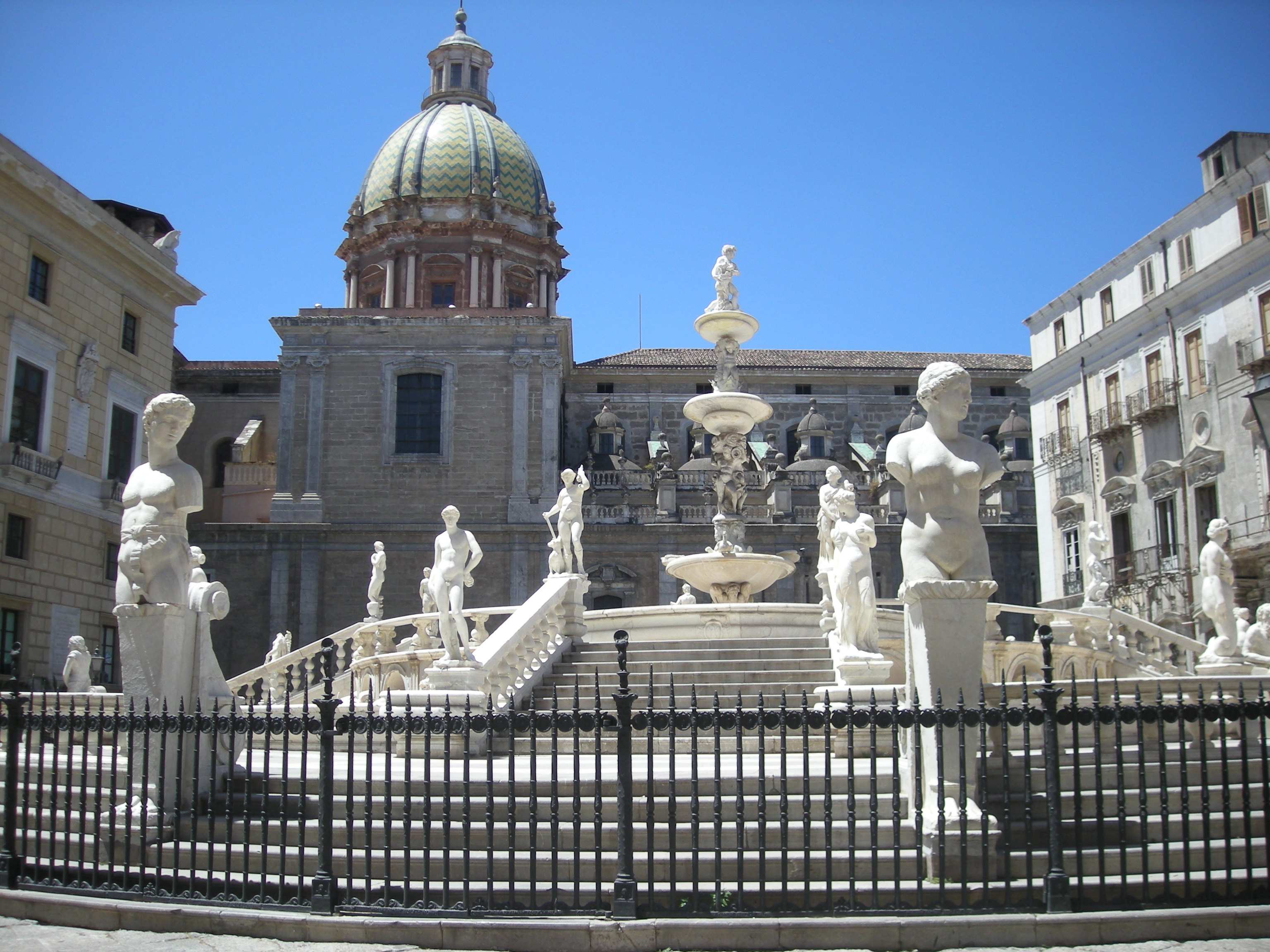
Fontana Pretoria, 2006

## Curiosità
Vi è stato girato il video Diva de La Rappresentante di Lista.